# Епархия Заху
Епархия Заху (лат. Dioecesis Zachuensis) — епархия Халдейской католической церкви с центром в городе Заху, Ирак. Епархия Заху входит в Багдадскую митрополию. Численность верующих епархии Заху до объединения составляла около 12.700 человек.

## История
В 1850 году Святой Престол учредил епархию Заху, выделив её из епархии Амадии.
11 июля 2013 года епархии Заху и Амадии были объединены в одну епархию Амадии — Заху. В 2020 году вновь восстановлены как самостоятельные епархии.

## Ординарии епархии

### Епархия Заху
- епископ Эммануэль Асмар (1859—1875);
- епископ Кириак Георгий Гога (25.07.1875 — 1879);
- епископ Матфей Павел Шаммина (1879 — 30.09.1890) — назначен архиепископом Сены;
- епископ Стефан Иоанн Кайнайя (1886—1889);
- епископ Иаремия-Тимофей Макдасси (24.07.1892 — 3.08.1929);
- епископ Пётр Азиз Хо (3.08.1929 — 21.01.1937);
- епископ Иоанн Ниссан (20.04.1937 — 30.10.1956);
- епископ Фома Рейс (2.03.1957 — 15.07.1965);
- епископ Габриэль Кода (27.11.1965 — 7.03.1968);
- епископ Иосиф Бахана (7.03.1968 — 9.09.1973);
- епископ Ханна Павел Маркус (13.10.1973 — 29.11.1983);
- епископ Стефан Катху (29.11.1983 — 8.11.1987);
- епископ Петрос Ханна Исса Аль-Харболи (6.12.2001 — 3.11.2010).

### Епархия Заху — Амадии
- епископ Раббан Аль-Кас (11.07.2013 — по настоящее время).

## Источник
- Annuario Pontificio, Libreria Editrice Vaticana, Città del Vaticano, 2003, ISBN 88-209-7422-3
- J. Tfinkdji, L’Eglise chaldéenne autrefois et aujourd’hui, in A. Battandier, Annuaire Pontifical Catholique, XVII, 1914, стр. 518—520
- J.-B. Chabot, Etat religieux des diocèses formant le Patriarcat chaldéen de Babylone au 1er janvier 1896, in Revue de l’Orient Chrétien I, 1896, стр. 448
- D. Wilmshurst, The ecclesiastical organisation of the Church of the East, 1318—1913, Lovanio 2000, стр. 108—109